# Albert Londres

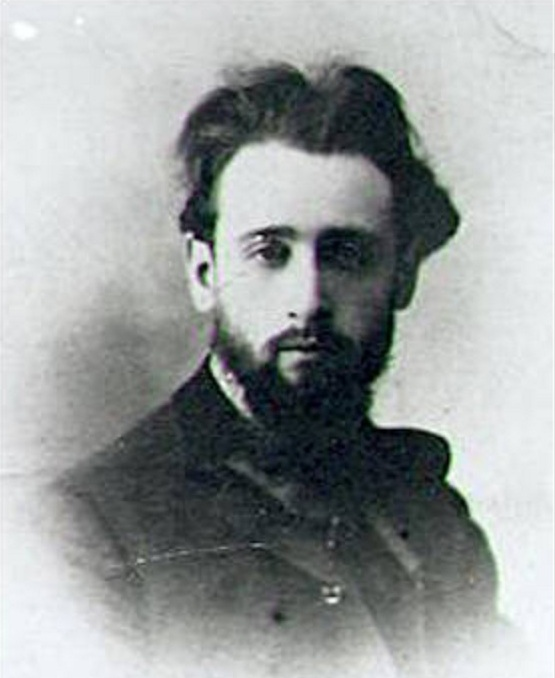
Albert Londres

Albert Londres (* 1. November 1884 in Vichy; † 16. Mai 1932 im Golf von Aden im Indischen Ozean) war ein französischer Journalist und Schriftsteller.

## Leben
Albert Londres studierte in Lyon und begab sich im Jahre 1903 nach Paris. 1906 begann er seine Journalistenkarriere beim Matin als Parlamentsberichterstatter. Mit Beginn des Ersten Weltkriegs arbeitete Albert Londres als Kriegsreporter. Sein erster großer Artikel über das Feuer in der Kathedrale von Reims am 19. September 1914 wurde zwei Tage danach veröffentlicht.
Londres Wunsch nach Versetzung in den Orient wurde von der Redaktion des Le Matin abgelehnt. Es folgten Auslandsreportagen für andere Tageszeitungen, eine der meistgelesenen in Frankreich: Le Petit Journal. Im Jahre 1915 schrieb er über die Kämpfe in Serbien, Griechenland, der Türkei und in Albanien. Nach seiner Rückkehr berichtete er in Frankreich über die letzten Kriegsmonate. Im Jahre 1919 wurde er für seine Italien-Reportagen bei Le Petit Journal auf Intervenieren Clemenceaus entlassen. Er hatte darüber berichtet, dass die Italiener sehr unzufrieden mit den Friedensbedingungen durch Clemenceau, Lloyd George und Wilson seien. Er arbeitete von nun an für die Illustrierte Excelsior.
1920 unternahm er eine Reise in die UdSSR, von wo er über das neu entstandene bolschewistische Regime berichtete, Lebensbilder von Lenin und Trotzki zeichnete und Reportagen über die Leiden des russischen Volkes schrieb.
1922 ging er als Journalist nach Asien. Er berichtete auch über Nehru, Gandhi und Tagore in Indien. Von 1923 an wuchs sein Bekanntheitsgrad stetig, seine Reportagen erschienen im Verlag Éditions Albin Michel und wurden von Henri Béraud (1885–1958) betreut. Von nun an arbeitete er als Chefredakteur bei Le Petit Parisien. 1923 begab er sich nach Französisch-Guayana und berichtete unter anderem über den dort herrschenden Rassismus. Er besuchte die Straflager in Cayenne, auf den Îles du Salut und in Saint-Laurent-du-Maroni. Von dem was er dort sah, war er schockiert. Die ab dem 8. August 1923 erschienenen Artikel über Häftlinge in den Bagnes und das bei Albin Michel erschienene Buch hatten großen Einfluss auf die politische Debatte und die folgenden Reformen im Strafvollzug.
Londres interessierte sich auch für die Tour de France, über die er ab dem 22. Juni 1924 erstmals berichtete. Er schrieb von den Qualen, die die Fahrer erleiden müssen (Les Forçats de la route und Tour de France, tour de souffrance). Er veröffentlichte, was ihm die Brüder Henri und Francis Pélissier über das Doping bei der Tour berichtet hatten.
1929, während der Antisemitismus sich in Europa immer mehr ausbreitete, ging er nach Palästina. Er begegnete der jüdischen Gemeinschaft und war von ihr eingenommen. Er sprach sich für die Schaffung eines jüdischen Staates aus, aber zweifelte ernsthaft an einem möglichen Abkommen zwischen Juden und Arabern. „Die Bevölkerungsunausgewogenheit lässt dunkle Tage erahnen: 700.000 Araber gegen 150.000 Juden.“ („Le déséquilibre démographique laisse présager des jours sombres : 700 000 Arabes contre 150 000 Juifs.“). Ausführlich schrieb er über die Ausschreitungen in Palästina von 1929. Dass sich Londres mit den politischen Verhältnissen in Palästina kaum auskannte, zeigt aber der Umstand, dass er den sehr moderaten Bürgermeister von Jerusalem, Raghib an-Naschaschibi, einen eigentlichen Unterstützer der Briten, als blutrünstigen Nationalisten darstellte.
In seiner letzten veröffentlichten Reportage untersuchte er die Hintergründe des Terrorismus der makedonischen Nationalisten. Londres starb 1932, als der französische Luxusdampfer Georges Philippar auf seiner Jungfernfahrt im Golf von Aden in Flammen aufging und ausbrannte. Er war auf dem Heimweg von Shanghai, wo er unter anderem im Bereich der organisierten Kriminalität recherchiert hatte. Durch das Schiffsunglück gingen auch die Ergebnisse seiner Recherchen verloren.
Die Edition Die Andere Bibliothek brachte 2013 einen repräsentativen Werkquerschnitt unter dem Titel Ein Reporter und nichts als das heraus.

## Werke (Auswahl)
- La Chine en folie (Arléa-Poche; Bd. 178). Arléa, Paris 2001, ISBN 978-2-86959-944-4 (EA Paris 1925).
  - „China aus den Fugen“ (übersetzt von Petra Bail) in Albert Londres: Ein Reporter und nichts als das. Mit einem Nachwort von Marko Martin. Andere Bibliothek, Berlin 2013, ISBN 978-3-8477-0348-8, S. 7–124.
- Au bagne (Arléa-Poche; Bd. 125). Arléa, Paris 2008, ISBN 978-2-86959-816-4 (EA Le Petit Parisien, August/September 1923).
  - Bagno. Die Hölle der Sträflinge. E. Laub’sche Verlagshandlung, Berlin 1924 (mit einem Vorwort von Paul Block).
- Dante n’avait rien vu (Coll. „Motifs“). Le serpent à plumes, Paris 1999, ISBN 2-84261-100-4 (EA Paris 1924).
- Terre d’ébène. Le traite de Noirs (Coll. „Motifs“). Le serpent à plumes, Paris 1994, ISBN 2-908957-29-9 (EA Paris 1930).
  - Schwarz und Weiss. Die Wahrheit über Afrika. Agis-Verlag, Berlin 1929 (übersetzt von Yvan Goll).
- Les Forçats de la route & Tour de France, tour de souffrance (Arléa-Poche; Bd. 3). Arléa, Paris 1996, ISBN 2-86959-295-7.
  - Die Strafgefangenen der Landstraße. Reportagen von der Tour de France. Covadonga Verlag, Bielefeld 2011, ISBN 978-3-936973-64-8 (übersetzt von Stefan Rodecurt).[5]
- Chez les fous (Arléa-Poche; Bd. 146). Arléa, Paris 2009, ISBN 978-2-86959-860-7 (EA Paris 1925).
- Le Juif errant est arrivé (Arléa-Poche). Arléa, Paris 2010, ISBN 978-2-86959-887-4 (EA 1930).
  - Der ewige Jude am Ziel. Phaidon-Verlag, Wien 1930 (übersetzt von Alexander Benzion).
  - Jude wohin? Ein Reisebericht aus den Ghettos der Welt. Phaidon-Verlag, Wien 1931 (übersetzt von Alexander Benzion).
  - Ahasver ist angekommen. Eine Reise zu den Juden im Jahre 1929. Deutscher Taschenbuchverlag, München 1998, ISBN 3-423-08445-6 (übersetzt von Dirk Hemjeoltmanns). Erneut in Albert Londres: Ein Reporter und nichts als das. Mit einem Nachwort von Marko Martin. Andere Bibliothek, Berlin 2013, ISBN 978-3-8477-0348-8, S. 127–300.
- Les Comitadjis ou le terrorisme dans les Balkans (Arléa-Poche; Bd. 60). Arléa, Paris 1999, ISBN 2-86959-463-1 (EA Paris 1932).
  - Terror auf dem Balkan. Phaidon-Verlag, Wien 1932 (übersetzt von Alexander Benzion).
- Pêcheurs de perles (Collection „Motifs“). Le serpent à plumes, Paris 2001, ISBN 2-84261-257-4 (EA Paris 1931).
  - „Perlenfischer“ (übersetzt von Petra Bail) in Albert Londres: Ein Reporter und nichts als das. Mit einem Nachwort von Marko Martin. Andere Bibliothek, Berlin 2013, ISBN 978-3-8477-0348-8, S. 303–433.
- Le Chemin de Buenos Aires. Editions Maghellan, Paris 2010, ISBN 978-2-35074-189-5 (EA Paris 1927).
  - Der Weg nach Buenos Aires. Die Geheimnisse des Mädchenhandels. Otto Uhlmann, Berlin 1928 (übersetzt von Lilly Radermacher).
- Marseille. Porte du sud (Arléa-Poche; Bd. 56). Arléa, Paris 2000, ISBN 2-86959-446-1.
- L’Homme qui s’évada (Collection „Motifs“). Le serpent à plume, Paris 2002, ISBN 2-84261-125-X (früherer Titel: Adieu Cayenne!).
  - Die Flucht aus der Hölle. Ein Bagno-Buch. Neuer Deutscher Verlag, Berlin 1928 (übersetzt von Milly Zirker).
  - Die Flucht aus der Hölle. Ein Bagno-Buch. Verlag Edition AV, Lich 2010, ISBN 978-3-86841-039-6 (mit einem Nachwort von Jürgen Mümken).
- Visions orientales (Collection „Motifs“). Le serpent à plumes, Paris 2002, ISBN 2-84261-382-1.
- Ein Reporter und nichts als das. Aus dem Französischen übersetzt von Petra Bail und Dirk Hemjeoltmanns. Die Andere Bibliothek, Berlin 2013, ISBN 978-3-8477-0348-8.
- Afrika in Ketten. Reportagen aus den Kolonien. Aus dem Französischen übersetzt von Petra Bail und Yvan Goll. Die Andere Bibliothek, Berlin 2020, ISBN 978-3-8477-0424-9.

## Film
- Die Liebenden von Cayenne (Les amants du Bagne) von Thierry Binisti (Frankreich 2004), 94 min.

## Albert-Londres-Preis
Seit 1933 wird der Albert-Londres-Preis an die besten französischen Investigativ-Journalisten verliehen.

## Philatelie
- In philatelistischer Würdigung der Leistung von Albert Londres gab die französische Post mit Ausgabejahr 2007 eine Briefmarke im Wert von 0,54 €[6] heraus.